# Markus Eller
Markus Eller OSB (* 13. Juni 1966 in Wangen im Allgäu als Martin Eller) ist deutscher Benediktiner, Abt des Klosters Scheyern und seit 2021 Abtpräses der Bayerischen Benediktinerkongregation.
Martin Eller, so sein Geburtsname, wuchs in Obersöchering im Landkreis Weilheim-Schongau auf. Er erlernte zuerst den Beruf des Schreiners. Danach machte er sein Abitur und trat 1993 in das Kloster Scheyern ein. Er studierte anschließend Theologie in Salzburg. Am 2. Juli 2000 empfing Markus Eller die Priesterweihe. Sein Pastoraljahr absolvierte er in Friedberg (Bayern). Ab 2001 wirkte er als Pfarrer in Scheyern, Niederscheyern und Gerolsbach.
Am 2. Juli 2008 wählten ihn seine Scheyrer Mitbrüder für (vorerst) 12 Jahre zum Abt des Klosters in Scheyern. Erzbischof Reinhard Marx spendete ihm am 31. August 2008 die Abtbenediktion.
Zudem wurde er am 3. Juli 2010 zum Abt-Administrator der Abtei Rohr in Niederbayern gewählt und am 24. Juli 2010 durch dem damaligen Abtpräses Barnabas Bögle feierlich eingeführt. Im Januar 2016 gab er das Amt in Rohr wieder auf.
Das 53. Generalkapitel der Bayerischen Benediktinerkongregation wählte Abt Eller am 4. November 2021 für vier Jahre zu ihrem Abtpräses.
In seiner Funktion als Abtpräses wurde Eller im Jahr 2021 wieder Abt-Administrator des Klosters in Rohr.